# Andrzej Oborzyński
Andrzej Oborzyński (ur. 9 sierpnia 1948 w Łodzi) – polski włókiennik i polityk, poseł na Sejm PRL VIII kadencji.

## Życiorys
W 1968 ukończył Technikum Włókiennicze w Łodzi. Pracował jako dyspozytor produkcji w tamtejszych Zakładach Przemysłu Pasmanteryjnego „Lenora”. Był radnym łódzkiej Rady Narodowej. W latach 1981–1985 pełnił mandat posła na Sejm PRL VIII kadencji w okręgu Łódź-Bałuty z ramienia Polskiej Zjednoczonej Partii Robotniczej. Zasiadał w Komisji Pracy i Spraw Socjalnych, Komisji Przemysłu Lekkiego, Komisji Administracji, Gospodarki Przestrzennej i Ochrony Środowiska oraz w Komisji Polityki Społecznej, Zdrowia i Kultury Fizycznej. W latach 80. ukończył studia magisterskie.
Odznaczony Brązowym Krzyżem Zasługi.